# 경주 원원사지
경주 원원사지(慶州 遠願寺址)는 대한민국 경상북도 경주시 외동읍 봉서산 기슭에 있는 신라의 절터이다. 1963년 1월 21일 대한민국의 사적 제46호로 지정되었다.

## 개요
이 곳은 김유신(金庾信)·김의원(金義元)·김술종(金述宗) 등이 뜻을 모아 세운 호국사찰(護國寺刹) 원원사가 있던 곳이다.
장대한 축대 중앙에 돌계단이 있고 그 위에는 3층석탑이 동서로 서 있다. 이 탑의 윗기단에는 십이지신상(十二支神像)을 새겼고, 1층 몸체돌에는 사천왕상(四天王像)을 새긴 것이 특이한데, 8~9세기경에 세워진 것으로 추정된다. 석등(石燈), 돌 물통(石槽), 금강터, 강당터 등이 남아 있으며 주변에 있는 부도 4기(基)는 모두 고려시대 이후에 만든 것이다.

## 같이 보기
- 경주 원원사지 동·서 삼층석탑 - 보물 제1429호

## 참고 자료
- 경주 원원사지 - 국가유산청 국가유산포털